# Denver Broncos 1966
La stagione 1966 dei Denver Broncos è stata la settima della franchigia nell'American Football League.
L'attacco di Denver nel 1966 stabilì un record AFL negativo per il minor numero punti segnati in una stagione con 196, 14 a partita. I Broncos sono stati l'ultima squadra nella storia del football professionistico (AFL o NFL) a non convertire alcun primo down in una intera partita, nella gara del primo turno contro Houston.

## Calendario
| Stagione regolare |                       |           |                                 |        |
| Turno             | Avversario            | Risultato | Stadio                          | Record |
| 1                 | at Houston Oilers     | S 7–45    | Rice Stadium                    | 0–1    |
| 3                 | Boston Patriots       | S 10–24   | Bears Stadium                   | 0–2    |
| 4                 | New York Jets         | S 7–16    | Bears Stadium                   | 0–3    |
| 5                 | Houston Oilers        | V 40–38   | Bears Stadium                   | 1–3    |
| 6                 | at Kansas City Chiefs | S 10–37   | Municipal Stadium               | 1–4    |
| 7                 | at Miami Dolphins     | S 7–24    | Miami Orange Bowl               | 1–5    |
| 8                 | Kansas City Chiefs    | S 10–56   | Bears Stadium                   | 1–6    |
| 9                 | at San Diego Chargers | S 17–24   | Balboa Stadium                  | 1–7    |
| 10                | at Boston Patriots    | V 17–10   | Fenway Park                     | 2–7    |
| 12                | Oakland Raiders       | S 3–17    | Bears Stadium                   | 2–8    |
| 13                | San Diego Chargers    | V 20–17   | Bears Stadium                   | 3–8    |
| 14                | Miami Dolphins        | V 17–7    | Bears Stadium                   | 4–8    |
| 15                | at Oakland Raiders    | S 10–28   | Oakland–Alameda County Coliseum | 4–9    |
| 16                | at Buffalo Bills      | S 21–38   | War Memorial Stadium            | 4–10   |

## Classifiche
| AFL Western Division | AFL Western Division | AFL Western Division | AFL Western Division | AFL Western Division | AFL Western Division | AFL Western Division | AFL Western Division | AFL Western Division | AFL Western Division |
|                      | V                    | S                    | P                    | %                    | DIV                  | PF                   | PS                   | Str.                 |                      |
| -------------------- | -------------------- | -------------------- | -------------------- | -------------------- | -------------------- | -------------------- | -------------------- | -------------------- | -------------------- |
| Kansas City Chiefs   | 11                   | 2                    | 1                    | .846                 | 5–1                  | 448                  | 276                  | V3                   |                      |
| Oakland Raiders      | 8                    | 5                    | 1                    | .615                 | 4–2                  | 315                  | 288                  | V1                   |                      |
| San Diego Chargers   | 7                    | 6                    | 1                    | .538                 | 2–4                  | 335                  | 284                  | S1                   |                      |
| Denver Broncos       | 4                    | 10                   | 0                    | .286                 | 1–5                  | 196                  | 381                  | S2                   |                      |

Nota: I pareggi non venivano conteggiati ai fini della classifica fino al 1972.